# フジアール
株式会社フジアール（英: FUJI ART, INC.）は、フジサンケイグループの総合デザイン・空間プロデュース企業。フジ・メディア・ホールディングスの連結子会社。
映像・舞台・イベントの美術制作から店舗内装に至るまでの幅広い分野を手掛けており、数多くの実績を有している。フジテレビ美術センターをルーツとするが、フジサンケイグループ以外の企業から多数受注している。

## 概要

### 分室
- フジテレビ分室：〒137-8088　東京都港区台場二丁目4番8号 フジテレビ内
- 湾岸スタジオ分室：〒137-8691　東京都江東区青海二丁目3番23号 フジテレビ湾岸スタジオ内
- 山九分室：〒135-0064　東京都江東区青海四丁目4番11号 山九お台場流通センター内
- TMC分室：〒157-0073　東京都世田谷区砧五丁目7番1号 東京メディアシティ内

### 取引先会社
- 株式会社共同テレビジョン
- 株式会社フジクリエイティブコーポレーション
- 吉本興業株式会社
- 民放各局
- 制作プロダクションほか

### 役員
2025年7月現在
- 代表取締役社長

日向栄二（フジテレビジョン執行役員常務兼美術制作局長、前:美術制作局役員待遇兼局長←元:取締役）
- 常務取締役

小西裕介（イベント事業・デザイン担当、前:取締役兼メディア事業部長）
- 取締役

柴田慎一郎（メディア事業、元:上席執行役員→前:アートコーディネート担当兼メディア事業部長）
太田一矢（美術事業・総務担当、前:執行役員、元:フジテレビジョン）
大辻健一郎（フジテレビジョン執行役員）
井瀧信吾（フジテレビジョン事業局長）
西川寛（フジテレビジョン テック・アートデザイン局長）
前田和也（フジクリエイティブコーポレーション代表取締役社長）
石原隆（共同テレビジョン代表取締役社長）
- 監査役

神田英利（フジテレビジョン財経局次長兼経理部長）
- 執行役員

三竹寛典（メディア事業担当、前:フジテレビジョン美術制作センター局次長職兼部長・フジテレビ制作部長エグゼクティブ・アート・プロデューサー）
楫野淳司（イベント事業部長、前:アートコーディネート部長）
源生悟郎（デザイン部長）
大澤武史（総務部長）

#### 元役員
- 取締役会長

後藤正行（前:代表取締役社長、元:フジテレビジョン美術制作局長→取締役）
- 専務取締役

上村正三
- 常務取締役

大平司（イベント営業、美術事業・総務担当、以前はフジテレビジョン）
永田勝明（メディア事業、デザイン、アートコーディネート担当）、
- 取締役相談役

紺野信明
- 取締役

木村祥平
重岩清人
小川晋一
金田耕司
港浩一（前:共同テレビジョン代表取締役社長、現:フジテレビジョン代表取締役社長）
大多亮（前:フジテレビジョン専務取締役、現:関西テレビ放送代表取締役社長）
矢延隆生（前:フジテレビジョン取締役）
宇津井隆（前:フジテレビジョン執行役員事業局長）
宮道治朗（フジテレビジョン編成制作局アナウンス室長→前:事業局長）
石井正幸（前:共同テレビジョン代表取締役社長）
立松嗣章（フジテレビジョン執行役員編成局長、前:編成制作局長）
- 監査役

田邊勝美
羽原毅
奥野木順二（前:フジテレビジョン常務取締役）
- 上席執行役員

棈木陽次（フジテレビ制作部制作担当）
- 執行役員

長和彦（元:美術事業部長）
馬場啓友（前:美術事業担当・美術事業部長）
別所晃吉（デザイン部長兼フジテレビ制作部制作担当、前:執行役員兼務）

## 制作実績
（凡例）無：全て美術担当（美術プロデューサー・美術デザイン・アートコーディネーター）、☆：美術デザイン・アートコーディネートを担当、※：美術プロデューサー・アートコーディネートを担当、◎：アートコーディネーターのみ担当。

### テレビ番組
（凡例）太字：現在放映中また継続中（特番の場合）の番組・これから放映される番組。

### WEBコンテンツ（WEB放送局、動画配信）
太字：現在、配信またはアーカイブ配信中の番組。

## 八美会
『八美会』（はちびかい）は、フジテレビ美術制作局とフジアールをはじめとする、美術協力会社を持つ集団である。
- 大道具
  - チトセアート（大道具制作＆操作）
  - 東宝舞台（大道具制作＆操作）
  - 國新産業（大道具制作＆操作）
  - ダダ（大道具制作＆操作）
- アートフレーム
  - エスケイシステム
- 装飾、小道具、持道具
  - テレフィット（装飾＆小道具）
  - 京阪商会（持道具）
- 電飾
  - コウシン
  - コマデン(旧社名:古磨電設)
- 電飾、メカニック、特殊装置
  - テルミック
- 視覚効果
  - 東京特殊効果
- アクリル装飾
  - ヤマモリ
  - ナカムラ綜美
- 植木装飾
  - 野沢園
- 生花装飾
  - 京花園
- 衣裳
  - 東京衣裳
  - 松竹衣裳
- メイク、かつら
  - 山田かつら
- 特殊美術、小道具製作
  - 千葉洋行